# Radiokuartet
Radiokuartet és un grup català de música d'arrel tradicional, que neix com a Radiokuatre l'any 1993, quan debuta en el Tradicionàrius d'aquell any. El grup estava format a l'inici per quatre professionals de Ràdio 4: Josep M. Francino, Jordi Roura (fundador també del grup infantil Ara va de bo, substituït l'any 2002 pel multiinstrumentista Òscar Igual), Jesús Ventura i Josep M. Adell. El fet que Francino esdevingui el 1997 director de continguts de COM Ràdio obliga el grup a rebatejar-se arran de la publicació del seu primer disc (Sintonitzeu…, 1998). L'àlbum aplega un agradable seguit de peces ballables, tant instrumentals com cantades. Entre aquestes darreres, en destaquen tres: “El ball d'Els Casats”, adaptació lliure de la vella cançó francesa “Le petit bal du samedi soir”; “La dansa d'un vermell pujat”, divertida cançó inèdita de Pere Tàpies, escrita cap a l'any 1968, i interpretada brillantment per la veu convidada de la també radiofonista Clara Sánchez, i, sobretot, “Budell de cantonada”, un irresistible tango superbament escrit per Jaume Fuster (mort poc abans de l'aparició del disc). Fuster, si ens refiem d'aquesta mostra, hauria pogut ser un brillantíssim autor de cançons. (Diccionari de la Cançó. Autor: Miquel
Pujadó. ISBN 9788441204676).
La pandèmia de Covid-19 i el confinament paralitzen l'activitat de Radiokuartet, que actúa per última vegada el 18 d'octubre de 2020 al Turó Park de Barcelona. L'any següent, mor Josep Maria Francino, l'1 de desembre, víctima de la covid, i el 18 de maig de 2022, ho fa Jesús Ventura com a conseqüència de complicacions oncològiques.

## Discografia
- Sintonitzeu... (1998)[1]
- Balleu...? (2009)[2]